# Leiocephalus barahonensis
Leiocephalus barahonensis är en ödleart som beskrevs av Schmidt 1921. Leiocephalus barahonensis ingår i släktet rullsvansleguaner och familjen Tropiduridae.
Arten förekommer på Hispaniola och på tillhörande mindre öar. Honor lägger ägg. ödlan lever i öns södra delar. Den vistas i låglandet och i kulliga regioner upp till 650 meter över havet. Leiocephalus barahonensis vistas i torra skogar, buskskogar, savanner, sanddyner och den besöker odlingsmark. Födan utgörs av växtdelar.
I begränsade områden hotas beståndet av landskapsförändringar. Hela populationen bedöms som stor. IUCN listar arten som livskraftig (LC).

## Underarter
Arten delas in i följande underarter:
- L. b. barahonensis
- L. b. altavelensis
- L. b. aureus
- L. b. beatanus
- L. b. oxygaster